# Holobili
Holobili ist ein osttimoresischer Ort im Sucos Cowa (Verwaltungsamt Balibo, Gemeinde Bobonaro). In Karten aus dem Jahr 2008 wird der Ort mit Kolobili beschriftet.
Holobili liegt im Osten Cowas in der Aldeia Lalis, nah der Grenze zum Suco Leohito, auf einer Meereshöhe von 617 m. Eine Straße führt von Leohito durch Holobili nach Lalis weiter westlich, dem Hauptort der Aldeia. Hier trifft sie auf die Hauptstraße des Sucos Cowa. Holbilis Nachbarort im Osten ist Derok Ren (Derokren) in Leohito. Beim Ort stehen Sendeanlagen der Timor Telecom und Telemor.